# Камарго (Кантабрія)
Кама́рго (ісп. Camargo) — муніципалітет в Іспанії, у складі автономної спільноти Кантабрія. Населення — 30 374 осіб (2022).
Муніципалітет розташований на відстані близько 340 км на північ від Мадрида, 5 км на південний захід від Сантандера.
На території муніципалітету є такі населені пункти: Касіседо (Cacicedo), Камарго, Ескобедо-де-Камарго (Escobedo de Camargo), Еррера (Herrera), Ігойо, Маліаньо (Maliaño), Мурієдас (адміністративний центр Muriedas), Ревія (Revilla).

## Етимологія
Назва походить від доримського «Камбарікум», названого «Камбаріка» Птолемеєм (II, 6, 50), а Анонімом із Равенни (Anónimo de Rávena) «Камбракум» (розділ IV, 43). Утворений на кельтському корені «Камбо» — крива, зокрема, як «Камбо-рітум» (Кембридж).

## Історія
Долина Камарго була утворена радами Касіседо, Камарго-ла-Майор, Камарго-ла-Менор (Ревія), Ескобедо, Еррера, Ігойо, Маліаньо, Мурієдас, а також радами Гуарнісо (зараз у муніципалітеті Ель-Астієро) і Сото-де-ла-Маріна (зараз у муніципалітеті Санта-Крус-де-Бесана). Це місто було одним із населених пунктів, які французи укріпили під час Пірінейської війни, щоб перешкодити просуванню іспанських військ до Сантандера.

## Визначні місця
- Інформаційний пункт Куева-де-Ель-Пендо, об'єкта Світової спадщини ЮНЕСКО.
- Палац маркіза Вільяпуенте в Мурієдасі, резиденція міської ради Камарго
- Церква Сан-Хуан Баутіста в Маліаньо, пам'ятник.
- Печера Ель-Пендо у Bº Alto в Ескобедо-де-Камарго, археологічна зона.
- Печера Ель-Хуйо, в Ігойо, археологічна зона.
- Кладовище в Маліаньо (Yacimiento arqueológico del cementerio de Maliaño[es]), археологічна зона.
- Кастійо-дель-Койао (Castillo de El Collao[es]) в Ескобедо-де-Камарго, археологічна зона.
- Будинок-музей і ферма Веларде (Етнографічний музей Кантабрії), в Мурієдас, історичний комплекс.
- Каплиця Сан-Хосе (скит Ла-Мерсед) в Ігойо.

## Клімат
Територія розташована в кліматичному регіоні Зеленої Іберії із західноєвропейським кліматом, також класифікованим як океанічний клімат типу Cfb згідно з класифікацією клімату Кеппена.
Клімат Камарго теплий і помірний з численними опадами протягом року. Середньорічна кількість становить 1019—1044 мм, причому листопад є найбільш дощовим місяцем, а серпень — найпосушливішим. Середні температури коливаються від низьких 9 °C у січні до 19,5 °C у серпні. Середня температура 14,0 °C. Різниця температур між зимою та літом становить близько десяти градусів.

## Демографія
Динаміка населення (INE ):

## Економіка
Промисловий розвиток у цьому муніципалітеті був визначальним чинником його економічного та демографічного зростання, хоча промисловість в останні десятиліття втрачала силу на користь сфери послуг. Ціни на житло, дешевше, ніж у столиці Сантандері, привернули нових жителів до цього та інших прилеглих муніципалітетів.

## Символи Камарго

Прапор Камарго

Прапор: «Прапор міської ради Камарго утворений блакитним кольором, він являє собою море, яке прийшло у формі лиману, і болотисту місцевість, яка існувала в інші часи, розділені кількома хвилями. Зелений колір символізує сільське господарство та скотарство, оскільки раніше вони були основними заняттями долини Камарго, а пурпурно-малиновий відтінок узятий із щита і, отже, вважається представником цієї долини. Муніципальний щит, оточений вісьмома жовтими зірками, які представляють міста муніципалітету, з п'ятьма точками, які представляють муніципалітети, які межують з долиною Камарго».
Герб: «Поле лазурової вежі із золота на хвилях моря зі срібла та лазуру. Межа з червоних квітів, укріплена чотирма золотими замками, по два в голові та на кінці, два з боків і чотирма котлами із шаблями всередині. Чотири кантони з печаткою закритої королівської корони».

## Свята
Основними святами муніципалітету є:
- Винесення Святого Хреста (Invención de la Santa Cruz[es]) в Ескобедо 3 травня.
- Свято Сан-Хуана у Мурієдас і Маліаньо, 24 червня.
- Свято Сан-Вісенте-Мартір у Мурієдас, 22 січня.
- У березні/квітні відзначається карнавал Камарго, історія якого налічує більше десяти років.
- Свято Богородиці Кармельської в містечку Ревія. Це, мабуть, найбільш традиційне свято в долині, оскільки його витоки сягають принаймні XVII-го століття, коли море увійшло в Ревію, і рибалки прибули на човнах, щоб вклонитися Богородиці.
- Свято Сан-Антоніо в місті Маліаньо (13 червня) приєднується до святкувань покровителя Камарго Сан-Хуана-Баутіста 24 червня.
- Свято Сан-Педро в місті Ескобедо-де-Камарго, 29 червня.
- Свято Сан-Беніто в Ігойо 11 липня.
- Свято Святого Якова Апостола в Ревії 25 липня.
- Свято Сан-Панталеон в Ескобедо 27 липня. Його оголошено фестивалем регіонального туристичного інтересу.
- Свято Сан-Педро в Касіседо 1 серпня.
- Свято Сан-Естебана в Ель-Чурі в Ескобедо 3 серпня.
- Свято Снігової пані в Ель-Чурі в Ескобедо 5 серпня.
- Свято Святого Хреста в Еррері 16 серпня.
- Свято Св. Мучеників у Касіседо 30 серпня.
- Сан-Рамон-ен-Еррера 31 серпня.
- В останні вихідні серпня в містечку Маліаньо відзначають Ель Ампаро.
- Свято Богородиці Соларесської в околицях Камарго відзначається 8 вересня.
- Свято Сан-Мігель відзначається в околицях Камарго 29 вересня.

Також:
- Літній фестиваль: культурна програма якого складається з музичних вистав, танців і театру. Проводиться серпневими ночами вже більше двадцяти років.
- День велосипеда. Проводиться велосипедний заїзд, маршрут якого проходить через 8 міст муніципалітету.
- 2 травня відзначається річниця повстання під проводом Педро Веларде (Pedro Velarde[es]) з Камарго.

## Побратими
- Кюньо (Франція)

## Галерея зображень

Розташування муніципалітету
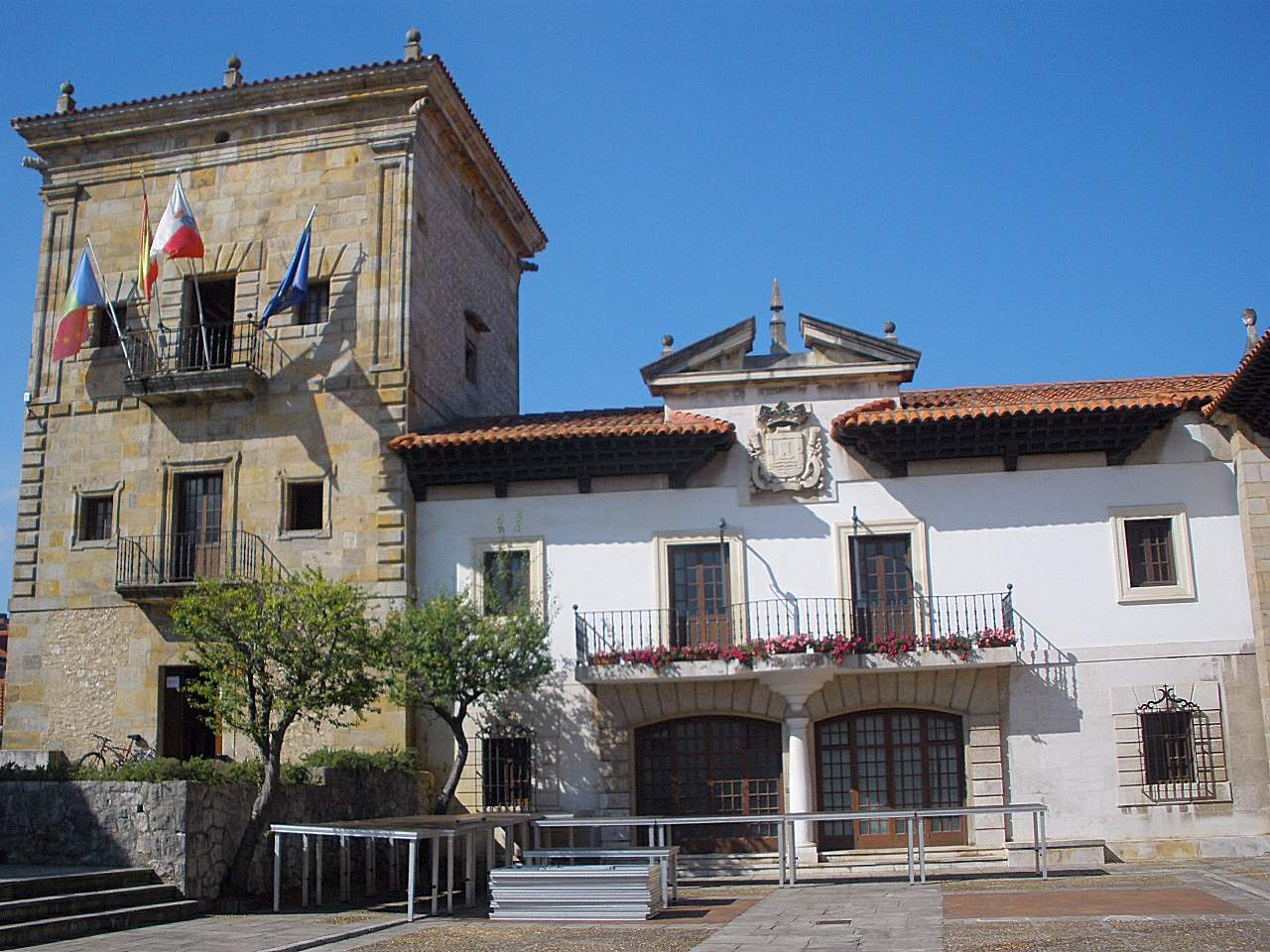
Мурієдас (Камарго, Астурія) — палац маркіза Вільяпуенте (міська рада Камарго)
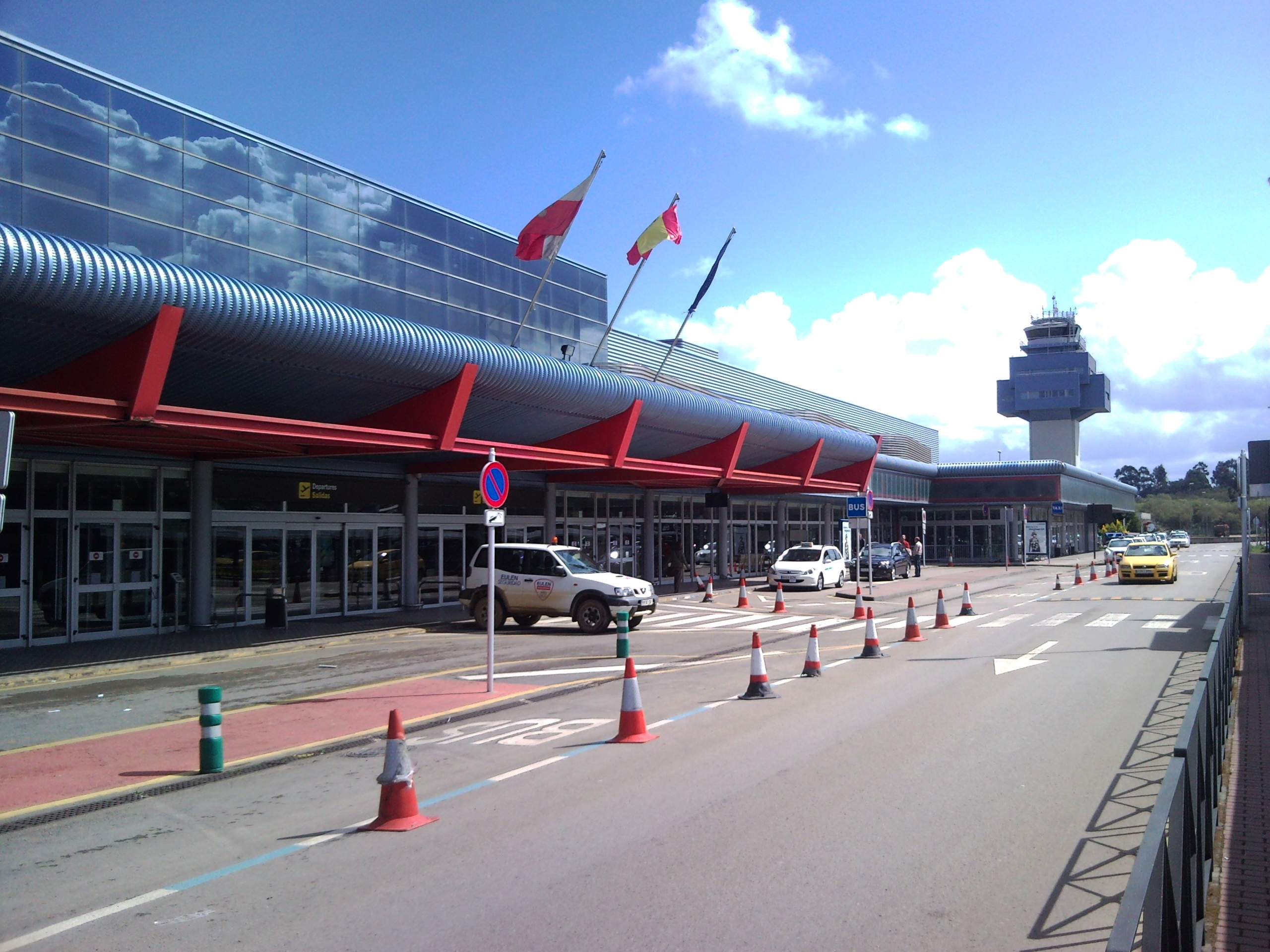
Аеропорт Сантандера у Маліаньо
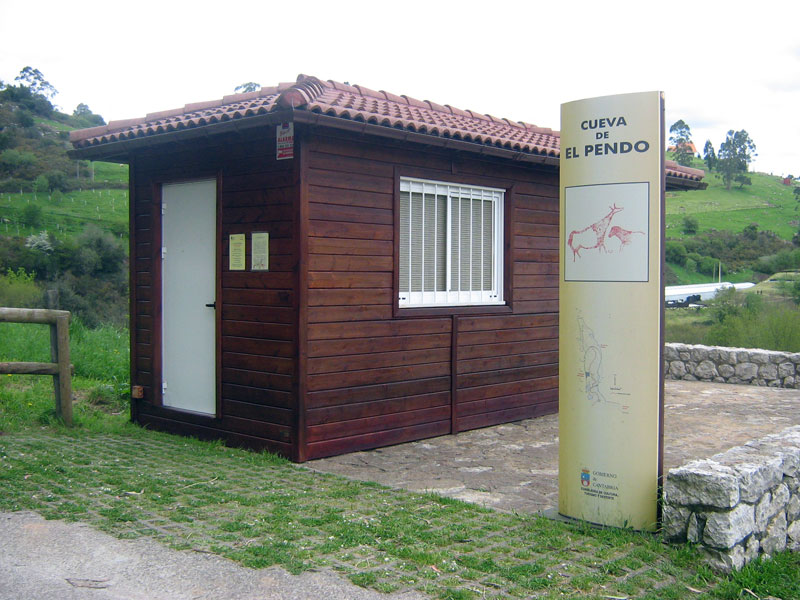
Інформаційний пункт Куева-де-Ель-Пендо (Cueva de El Pendo), об'єкта Світової спадщини ЮНЕСКО
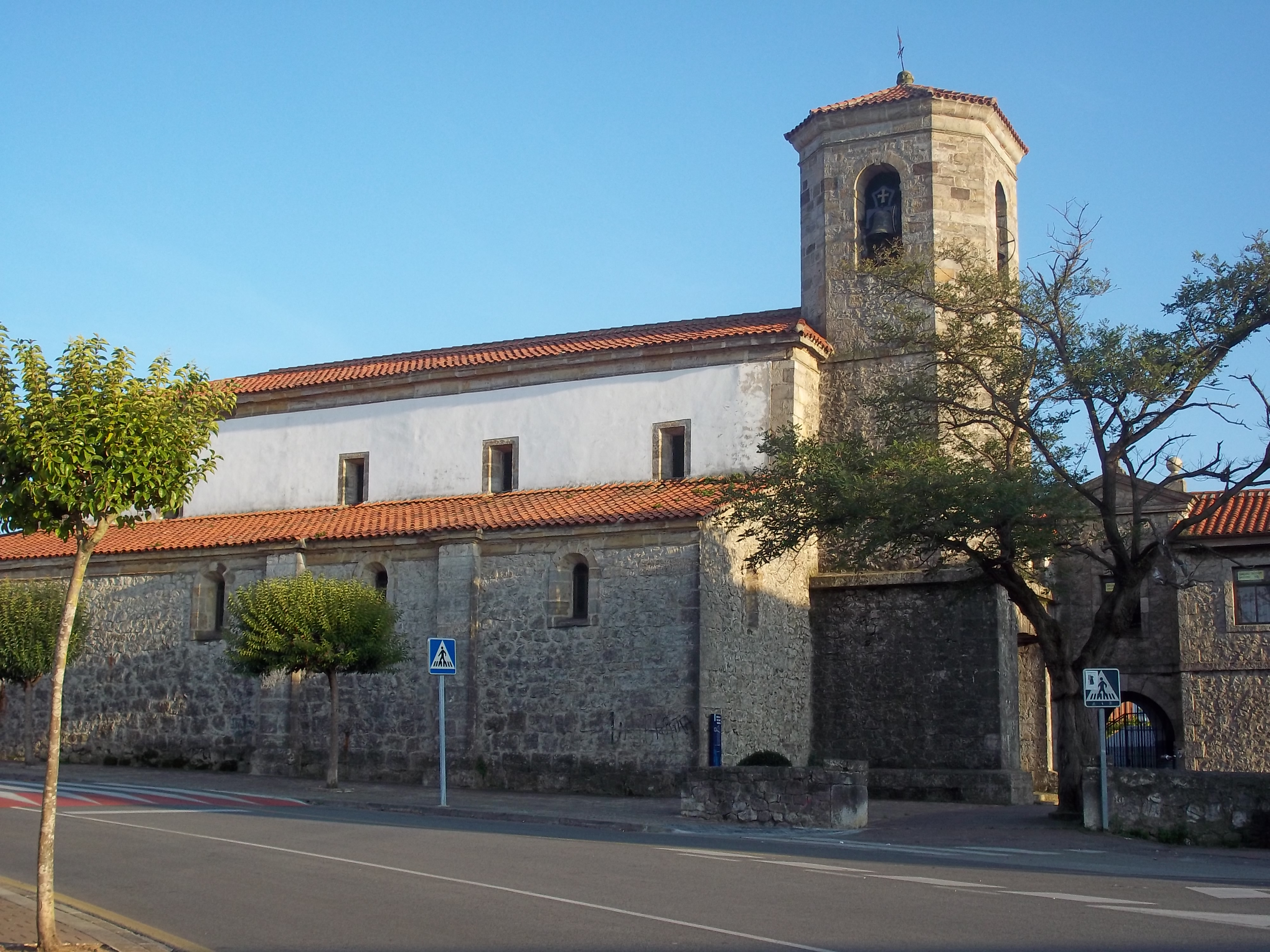
Церква Сан-Хуан Баутіста-дель-Альто-де-Маліаньо